# Списак споменика културе у Косовском округу
Следи списак споменика културе у Косовском округу.
| ИД      | Слика                                        | Назив                                        | Адреса | Координате                                     | Место           | Градска општина | Општина  | Надлежни завод |
| ------- | -------------------------------------------- | -------------------------------------------- | ------ | ---------------------------------------------- | --------------- | --------------- | -------- | -------------- |
| СК 1367 | Манастир Грачаница                           | Манастир Грачаница                           |        | 42.598469°N 21.193292°E / 42.598469, 21.193292 | Приштина        |                 | Приштина | ОПШ. ПРИШТИНА  |
| СК 1392 | Црква Богородичиног Ваведења у Липљану       | Црква Богородичиног Ваведења у Липљану       |        | 42.525396°N 21.120826°E / 42.525396, 21.120826 | Липљан          |                 | Липљан   | ПОКР. ПРИШТИНА |
| СК 1412 | Царска џамија у Приштини                     | Царска џамија у Приштини                     |        |                                                | Приштина        |                 | Приштина | ОПШ. ПРИШТИНА  |
| СК 1417 | Неродимље                                    | Неродимље                                    |        | 42.370094°N 21.07817°E / 42.370094, 21.07817   | Неродимље       |                 | Урошевац | ПОКР. ПРИШТИНА |
| СК 1418 | Пошаљи фотографију                           | Мали Петрич                                  |        | 42.331282°N 21.047012°E / 42.331282, 21.047012 | Језерце         |                 | Урошевац | ПОКР. ПРИШТИНА |
| СК 1418 | Пошаљи фотографију                           | Велики Петрич                                |        | 42.331282°N 21.047012°E / 42.331282, 21.047012 | Језерце         |                 | Урошевац | ПОКР. ПРИШТИНА |
| СК 1419 | Црква Успења Пресвете Богородице у Неродимљу | Црква Успења Пресвете Богородице у Неродимљу |        | 42.365512°N 21.042754°E / 42.365512, 21.042754 | Језерце         |                 | Урошевац | ПОКР. ПРИШТИНА |
| СК 1420 | Црква Светих Арханђела у Неродимљу           | Црква Светих Арханђела у Неродимљу           |        | 42.370201°N 21.082956°E / 42.370201, 21.082956 | Горње Неродимље |                 | Урошевац | ПОКР. ПРИШТИНА |
| СК 1421 | Црква Светог Теодора Тирона у Доњој Битињи   | Црква Светог Теодора Тирона у Доњој Битињи   |        | 42.252243°N 21.043484°E / 42.252243, 21.043484 | Доња Битиња     |                 | Штрпце   | ПОКР. ПРИШТИНА |
| СК 1422 | Црква Светог Николе у Готовуши               | Црква Светог Николе у Готовуши               |        | 42.248995°N 21.071388°E / 42.248995, 21.071388 | Готовуша        |                 | Штрпце   | ПОКР. ПРИШТИНА |
| СК 1423 | Црква Светог Николе у Штрпцу                 | Црква Светог Николе у Штрпцу                 |        | 42.237577°N 21.026463°E / 42.237577, 21.026463 | Штрпце          |                 | Штрпце   | ПОКР. ПРИШТИНА |
| СК 1513 | Синан-пашина џамија у Качанику               | Синан-пашина џамија у Качанику               |        | 42.227596°N 21.25749°E / 42.227596, 21.25749   | Качаник         |                 | Качаник  | ПОКР. ПРИШТИНА |